# Nyamabago
Nyamabago är ett vattendrag i Burundi.   Det ligger i provinsen Gitega, i den centrala delen av landet, 60 km öster om huvudstaden Bujumbura.
Omgivningarna runt Nyamabago är en mosaik av jordbruksmark och naturlig växtlighet. Runt Nyamabago är det tätbefolkat, med 459 invånare per kvadratkilometer.